# Shakai Taishūtō
Die Shakai Taishūtō (jap. 社会大衆党, englisch Socialist Mass[es] Party or Social Mass[es] Party) war eine moderat linke politische Partei in Japan in der Shōwa-Zeit.
Die Shakai Taishūtō wurde im Juli 1932 von Abe Isoo als Zusammenschluss der Shakai Minshū-tō (Sozialistische Volks-/Massenpartei, englisch teilweise „Sozialdemokratische Partei“) mit der Zenkoku Rōnō Taishūtō (Nationale Arbeiter- und Bauernpartei) gegründet. In einer Zeit wachsenden Extremismus in der Politik versuchte die neue Partei, einen gemäßigten Ansatz beizubehalten, was zwangsläufig zu einer konfusen Politik führte.
Einerseits unterstützte die Shakai Taishūtō die Agrarreformen und drängte auf eine Verbesserung der Chancen der Bauern durch Kürzung des Militärhaushalts, andererseits pflegte sie die Beziehungen zur politischen Fraktion Tōsei-ha innerhalb der kaiserlichen japanischen Armee und unterstützte die japanische Aggression in der Mandschurei. Die Shakai Taishūtō plädierte für eine verstärkte internationale Zusammenarbeit und lehnte den Rückzug Japans aus dem Völkerbund ab, unterstützte aber gleichzeitig die japanische Invasion Chinas 1937.
Sie war die einzige linke Partei, die in den 1930er Jahren arbeitsfähig war, wodurch sie sich zur drittgrößten Partei im Repräsentantenhaus, dem Unterhaus des Reichstags, entwickelte. Bei den Unterhauswahlen von 1937 konnte sie ihre Sitzzahl von 18 auf 36 Sitze steigern. Die Partei erhielt Unterstützung von einem breiten Querschnitt der Wählerschaft, darunter auch von mittelständischen Ladenbesitzern, die über den Zaibatsu verärgert waren, von Angestellten und einigen kleinen Bürokraten. Die grundsätzliche Spaltung der Shakai Taishūtō parteiintern zwischen Anhängern der Sozialdemokratie und des Nationalsozialismus kam jedoch nach der Abstimmung über den Ausschluss von Saitō Takao aus dem japanischen Parlament zu einem Höhepunkt. Dieser hatte das Verhalten der kaiserlich japanischen Armee und ihre Aktionen auf dem asiatischen Festland scharf kritisiert. Mitglieder der Partei, die sich von dem Antrag auf Säuberung von Saitō enthalten hatten, wurden wegen ‘’unpatriotischer Gefühle’’ ausgeschlossen, so dass auch der Vorsitzende Abe Isoo zurücktrat. Der Rest der Partei wurde immer nationalistischer und militaristischer. Durch diese Radikalisierung wurde die Partei schlussendlich 1940 in die Taisei Yokusankai aufgenommen.